# منتخب بوتسوانا لكرة القدم
منتخب بوتسوانا لكرة القدم ملقب بالحمير الوحشية وهو المنتخب الوطني في بوتسوانا ويديره اتحاد بوتسوانا لكرة القدم . لم يسبق له التأهل إلى نهائيات بطولة كأس العالم . 
في مارس 2011 حققت بوتسوانا إنجازاً تاريخياً بالتأهل إلى كأس الأمم الأفريقية 2012 للمرة الأولى في تاريخها بعد تغلبها على أقوى المنتخبات الإفريقية كتونس والكونغو.

## وصلات خارجية
- قائمة بيانات المنتخب من الموقع الرسمي للفيفا باللغة العربية